# Jon Kistler
Jon Kistler (Zúrich, 25 de junio de 2003) es un deportista suizo que compite en esquí de montaña. Ganó una medalla de bronce en el Campeonato Mundial de Esquí de Montaña de 2025, en la prueba de velocidad.

## Palmarés internacional
| Campeonato Mundial | Campeonato Mundial | Campeonato Mundial | Campeonato Mundial |
| Año                | Lugar              | Medalla            | Prueba             |
| ------------------ | ------------------ | ------------------ | ------------------ |
| 2025               | Morgins (Suiza)    | Medalla de bronce  | Velocidad          |